# Lucía Taboada
Lucía Taboada (Vigo, 1986) es una periodista y escritora española. Ha sido galardonada con el premio Panenka al Libro del año de 2019 por Como siempre, lo de siempre.

## Trayectoria
Taboada estudió Periodismo en la Universidad Complutense de Madrid (UCM). Trabaja como redactora en Todo Por La Radio, un espacio del programa La Ventana (Cadena SER) dirigido y presentado por Carles Francino. También ha aparecido puntualmente en otros programas de radio como Carne Cruda.
Ha publicado artículos en medios escritos como El País, donde cubre sobre todo tipo de temas de gastronomía, en el Diario AS, donde escribe de fútbol, y en revistas como GQ, y Vogue  tratando temas de cultura, especialmente de cine y televisión. También, ha colaborado con la ilustradora Raquel Córcoles, creadora del personaje Moderna de Pueblo, en la creación y el guion del personaje de 'La ImPerfecta', que se publica en la revista Mujer Hoy del grupo Vocento.
Con el personaje de 'La ImPerfecta' como protagonista, Taboada y Córcoles han publicado dos libros. El primero Dejar de amargarse para ImPerfectas en 2014, y el segundo Fuera complejos para ImPerfectas en 2016. Según 20 Minutos, es "un libro que explora la obsesión por la perfección a base de humor" y "propone un plan de veintiún días para ayudar a las mujeres a sentirse mejor con su imagen física".
Taboada publicó en 2015 #Hiperconectados: en una relación estable con Internet, donde realiza una crítica a la dependencia de las redes sociales y la tecnología. En esta ocasión, el libro cuenta con ilustraciones de Ester Córcoles, hermana de Raquel Córcoles. Unos años después, en 2019, publicó en la editorial Libros del K.O. Como siempre, lo de siempre, dentro de su colección Hooligans Ilustrados, en el que Taboada aborda su pasión por el fútbol como aficionada del Real Club Celta de Vigo. Este trabajo fue galardonado con el premio Panenka al Libro del año, otorgado por la revista Panenka especializada en fútbol.
En agosto de 2023, fichó por Mediaset España para conducir ElDesmarque Cuatro. Cinco meses después, desde el 29 de enero de 2024, pasó a presentar la edición vespertina diaria de ElDesmarque Telecinco.

## Reconocimientos
En febrero de 2020, la revista Panenka especializada en fútbol celebró su sexta edición de los Premios Panenka. En la gala, celebrada en Barcelona, Taboada recibió el premio al Libro del año 2019 por Como siempre, lo de siempre, siendo la única autora entre los once candidatos al premio, y la única mujer en recibir uno de los galardones.

## Obra
- 2014 – Dejar de amargarse para ImPerfectas. (Ilustraciones de Raquel Córcoles). Editorial Planeta. ISBN 9788408131854.
- 2015 – #Hiperconectados: en una relación estable con Internet. (llustraciones de Ester Córcoles.) Editorial Planeta. ISBN 9788408147077.
- 2016 – Fuera complejos para ImPerfectas. (Ilustraciones de Raquel Córcoles). Editorial Planeta. ISBN 9788408153078.
- 2019 – Como siempre, lo de siempre. Libros del K.O. ISBN 9788417678128.